# عطا يامرالي
عطا يامرالي (5 يوليو 1982 بكابل في أفغانستان - ) هو لاعب كرة قدم أفغاني في مركز الوسط. شارك مع منتخب أفغانستان لكرة القدم. أما مع النوادي، فقد لعب مع نادي سانت باولي وTSV Sasel ‏ وASV Bergedorf 85 ‏ وWedeler TSV ‏ وNiendorfer TSV ‏.

## وصلات خارجية
- عطا يامرالي على موقع الاتحاد الدولي (مؤرشف)  (الإنجليزية)
- عطا يامرالي على موقع قاعدة بيانات كرة القدم.إي يو (الإنجليزية)
- عطا يامرالي على موقع ناشيونال فوتبول تيمز (الإنجليزية)